# Гультяї (срібна монета)
«Гультя́ї» — срібна пам'ятна монета номіналом 2 гривні, випущена Національним банком України, присвячена одному з унікальних явищ української культури — яворівській забавці. Осередком виготовлення колоритних забавок із дерева є місто Яворів Львівської області з прилеглими селами. Згадки про перші забавки датуються XVII ст., відомими вони стали з XVIII ст., а як окремий вид художньої обробки дерева — наприкінці ХІХ ст. Більшість іграшок (деркачі, пташки, гультяї, візочки, тарахкальця, коники тощо) може рухатися та видавати звук, а прикрашають їх традиційним яворівським розписом у червоному, зеленому, жовтому та білому кольорах. Цей розпис, який ще називають «вербівкою» або «яворівкою», має свої давні традиції. Забавки наділяють властивостями оберега, а мистецтво створення передається з покоління в покоління.
Монету введено в обіг 20 листопада 2019 року. Вона належить до серії «Українська спадщина».
Монета входить до набору з трьох пам'ятних монет у сувенірній упаковці: «Пташка», «Коник», «Гультяї».

## Опис монети та характеристики
| Номінал грн. | Метал           | Маса, г    | Діаметр, мм | Якість виготовлення       | Гурт    | Тираж, штук |
| ------------ | --------------- | ---------- | ----------- | ------------------------- | ------- | ----------- |
| 2            | срібло (Ag 925) | 7,78 / 8,4 | 26,5        | спеціальний анциркулейтед | гладкий | 5 000       |

### Аверс
На аверсі монети в обрамленні стилізованих елементів яворівського розпису розміщено: малий Державний Герб України, під яким написи «УКРАЇНА/ДВІ ГРИВНІ/2019», зображення яворівських гультяїв; унизу написи — «Ag 925» (ліворуч, позначення металу, його проби), «7,78» (праворуч, позначення маси в чистоті) і логотип Банкнотно-монетного двору Національного банку України.

### Реверс
На реверсі монети на дзеркальному тлі розміщено кольорове зображення дерев'яних яворівських гультяїв (використано тамподрук) та написи: «ЯВОРІВСЬКА ЗАБАВКА» (угорі півколом), «ГУЛЬТЯЇ» (унизу праворуч).

## Автори
- Художник — Андрощук Любов.

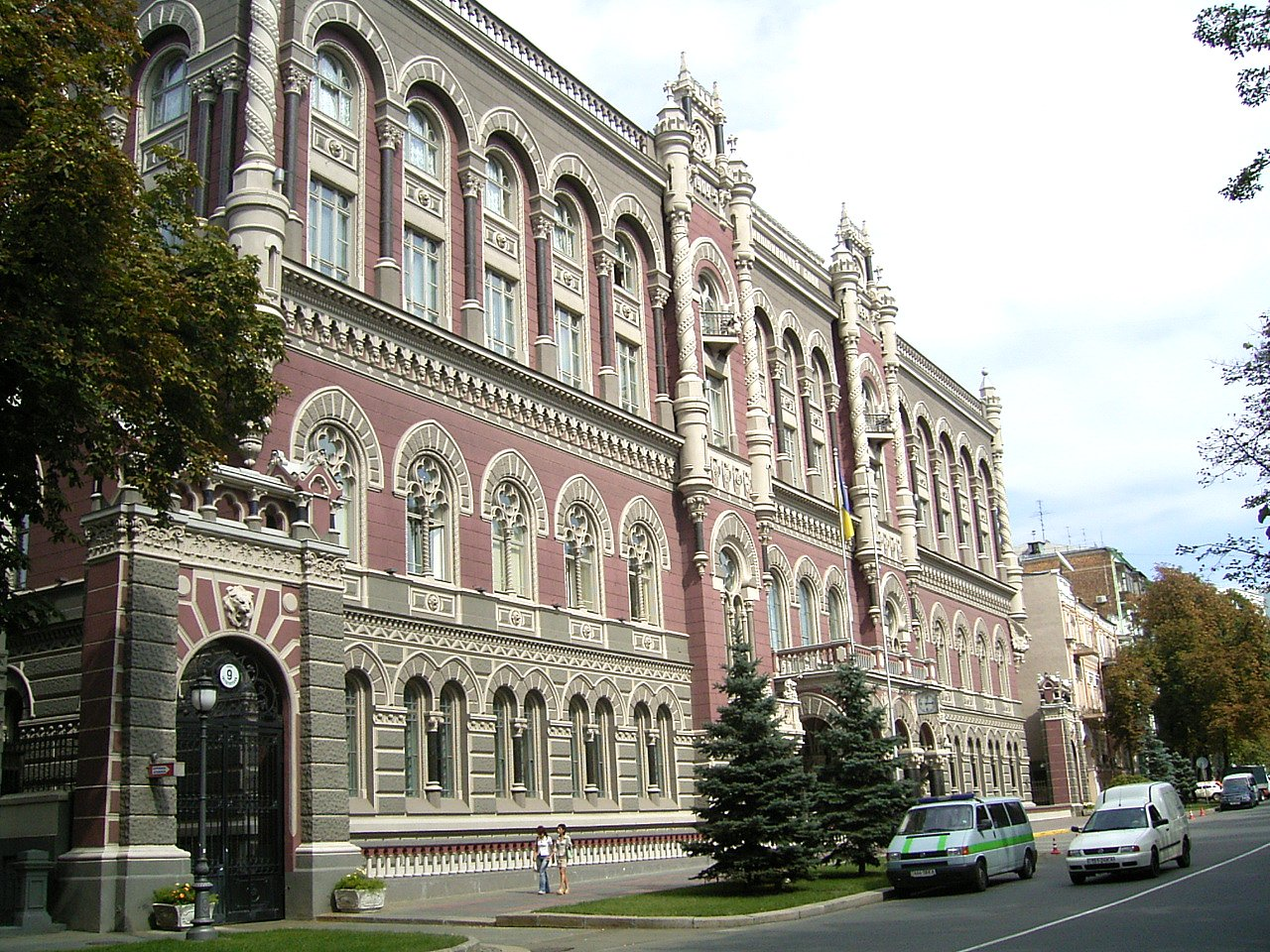
Будівля Національного банку України

- Скульптори: Демяненко Анатолій, Андріянов Віталій (програмне моделювання).

## Вартість монети
Під час введення монети в обіг 2019 року, Національний банк України реалізовував монету через свої філії за ціною 433 гривні (вартість набору з 3 монет становила понад 1300 грн).
Фактична приблизна вартість монети, з роками змінювалася так:
| Рік        | 2020 | 2021 | 2022 | 2023 | 2024  | 2025  |
| ---------- | ---- | ---- | ---- | ---- | ----- | ----- |
| Ціна, грн. | 490  | 500  | 520  | 630  | 1 200 | 1 200 |